# シゲルスダチ
シゲルスダチ（欧字名:Shigeru Sudachi、2009年3月23日 - 2014年11月9日）は、日本の競走馬。
生涯重賞勝ちには恵まれなかったが、2012年のNHKマイルカップで落馬した鞍上の後藤浩輝騎手に寄り添う姿を見せ、多くのファンの心を打ったことで知られる。馬名の意味は、冠名＋酢橘。

## 経歴
- 特記事項なき場合、本節の出典はJBISサーチ[1]

2009年3月23日、北海道の豊洋牧場にて生まれる。2010年に森中蕃にセレクトセールで420万円で落札されると、2009年産馬に与える馬名のテーマに従い、果物の酢橘より、シゲルスダチと名付けられた。
2011年6月18日に迎えた新馬戦では5着に敗れるものの、翌7月2日の未勝利戦で初勝利を挙げる。だが8月6日のダリア賞8着、フェニックス賞2着、小倉2歳ステークス7着などその後は勝てないレースが続き、2011年を終える。
年が明け2012年、条件戦2戦を使い惨敗した後、3月10日の3歳500万下で勝ち星を挙げると、4月1日のマーガレットステークスで京王杯2歳ステークス勝ち馬のレオアクティブ、後に札幌記念などを制するトウケイヘイローらを破り2連勝。そのままNHKマイルカップへと直行した。なお、シゲルスダチにとって、このマーガレットステークスの勝利が生涯最後の勝利となる。
5月6日のNHKマイルカップでは18頭立て16番人気の低評価で出走。中団に抑える競馬をしたが、最終直線残り200mの手前で鞍上の後藤浩輝が落馬。シゲルスダチは頭から転倒し、後藤もターフに叩きつけられ、頸椎骨折の疑い、頸髄不全損傷と診断される大怪我を負った。幸いシゲルスダチに目立った故障は見られなかった。なお落馬の原因は岩田康誠が騎乗していたマウントシャスタによる斜行で、岩田には騎乗停止処分が下された。
夏に入り、CBC賞とNST賞はともに8着と惨敗したものの、北九州記念ではスギノエンデバーと1馬身差の2着と健闘する。秋はオープン戦を3走し、京洛ステークスで3着に入るも、続く尾張ステークスでは生涯唯一の1番人気を裏切りしんがり負けを喫し、3歳シーズンを終えた。
年が明けて2013年は淀短距離ステークスから始動するも12着に敗れ、その後も2桁着順が続き、夏からは1600万下へ降級。その2戦目となった7月28日の佐世保ステークスで半年ぶりに掲示板に入ると北九州短距離ステークス6着、道頓堀ステークスでは3着と約11ヶ月振りに馬券に絡む結果となった。その後は11月16日の奥多摩ステークスを最後に年内のレースを終えた。
2014年は山城ステークスから始動するも8着に敗れる。その後アクアマリンステークス8着を経て、初のダート戦となった3月22日のなにわステークスでは3着と好走。しかし、その後は6戦するも1度も掲示板入りさえもできず、6戦目の11月9日の奥多摩ステークスでレース中に脱臼。12着入線後に予後不良となり安楽死処分が取られた。5歳没。

## 競走成績
以下の内容は、JBISサーチおよびnetkeiba.comに基づく。
| 競走日     | 競馬場 | 競走名         | 格       | 距離（馬場）  | 頭 数 | 枠 番 | 馬 番 | オッズ （人気） | 着順 | タイム （上り3F） | 着差 | 騎手              | 斤量 [kg] | 1着馬（2着馬）                  | 馬体重 [kg] |
| ---------- | ------ | -------------- | -------- | ------------- | ----- | ----- | ----- | --------------- | ---- | ----------------- | ---- | ----------------- | --------- | ------------------------------- | ----------- |
| 2011.06.18 | 阪神   | 2歳新馬        |          | 芝1200m（良） | 11    | 3     | 3     | 067.80（8人）   | 05着 | R1:10.0（34.2）   | -0.4 | 0小牧太           | 54        | コスモルーシー                  | 402         |
| 0000.07.02 | 京都   | 2歳未勝利      |          | 芝1400m（良） | 9     | 8     | 9     | 004.60（4人）   | 01着 | R1:22.5（36.4）   | -0.2 | 0小牧太           | 54        | （フランベルジェ）              | 402         |
| 0000.08.06 | 新潟   | ダリア賞       | OP       | 芝1400m（良） | 9     | 4     | 4     | 017.20（7人）   | 08着 | 01:22.9（35.9）   | -1.1 | 0石橋脩           | 54        | エイシンキンチェム              | 402         |
| 0000.08.20 | 小倉   | フェニックス賞 | OP       | 芝1200m（良） | 9     | 4     | 4     | 007.60（4人）   | 02着 | 01:09.3（35.0）   | -0.1 | 0武豊             | 54        | メイショウハガクレ              | 404         |
| 0000.09.04 | 小倉   | 小倉2歳S       | GIII     | 芝1200m（稍） | 13    | 2     | 2     | 018.00（5人）   | 07着 | 01:09.8（36.1）   | -1.0 | 0太宰啓介         | 54        | エピセアローム                  | 408         |
| 2012.01.28 | 京都   | 3歳500万下     |          | 芝1400m（良） | 14    | 7     | 12    | 071.3（10人）   | 07着 | R1:22.8（35.6）   | -1.0 | 0酒井学           | 56        | サンライズマヌー                | 396         |
| 0000.02.18 | 京都   | こぶし賞       | 500万下  | 芝1600m（稍） | 14    | 5     | 7     | 172.2（12人）   | 10着 | R1:37.7（37.8）   | -1.9 | 0国分恭介         | 56        | カレンブラックヒル              | 402         |
| 0000.03.10 | 阪神   | 3歳500万下     |          | 芝1200m（良） | 10    | 8     | 9     | 008.20（5人）   | 01着 | R1:11.1（34.9）   | -0.3 | 0小牧太           | 56        | （カルナヴァレ）                | 408         |
| 0000.04.01 | 阪神   | マーガレットS  | OP       | 芝1400m（稍） | 14    | 5     | 8     | 033.40（7人）   | 01着 | R1:23.7（35.3）   | -0.1 | 0後藤浩輝         | 56        | （レオアクティブ）              | 410         |
| 0000.05.06 | 東京   | NHKマイルC     | GI       | 芝1600m（良） | 18    | 3     | 6     | 073.8（16人）   |      | 競走中止          |      | 0後藤浩輝         | 57        | カレンブラックヒル              | 416         |
| 0000.07.01 | 中京   | CBC賞          | GIII     | 芝1200m（重） | 17    | 2     | 3     | 011.40（6人）   | 08着 | R1:09.6（35.1）   | -0.9 | 0高倉稜           | 52        | マジンプロスパー                | 418         |
| 0000.07.29 | 新潟   | NST賞          | OP       | 芝1800m（良） | 12    | 4     | 4     | 021.00（7人）   | 08着 | R1:46.5（33.7）   | -0.5 | 0村田一誠         | 51        | スマートシルエット              | 424         |
| 0000.08.19 | 小倉   | 北九州記念     | GIII     | 芝1200m（良） | 18    | 4     | 7     | 042.2（12人）   | 02着 | 01:07.1（34.2）   | -0.2 | 0高倉稜           | 52        | スギノエンデバー                | 422         |
| 0000.10.07 | 京都   | オパールS      | OP       | 芝1200m（良） | 15    | 4     | 7     | 014.50（7人）   | 07着 | 01:08.4（33.3）   | -0.3 | 0高倉稜           | 54        | テイエムオオタカ                | 430         |
| 0000.11.03 | 京都   | 京洛S          | OP       | 芝1200m（良） | 16    | 6     | 12    | 012.60（5人）   | 03着 | 01:08.1（33.6）   | -0.2 | 0高倉稜           | 55        | サドンストーム                  | 432         |
| 0000.12.09 | 中京   | 尾張S          | OP       | 芝1200m（良） | 12    | 6     | 7     | 003.40（1人）   | 12着 | 01:10.3（34.3）   | -0.8 | 0高倉稜           | 55        | ラインブラッド スギノエンデバー | 432         |
| 2013.01.14 | 京都   | 淀短距離S      | OP       | 芝1200m（重） | 16    | 6     | 12    | 018.00（8人）   | 10着 | R1:10.7（35.2）   | -0.5 | 0高倉稜           | 55        | アイラブリリ                    | 434         |
| 0000.01.27 | 京都   | シルクロードS  | GIII     | 芝1200m（良） | 16    | 6     | 11    | 048.2（12人）   | 12着 | R1:08.9（32.9）   | -0.3 | 0酒井学           | 55        | ドリームバレンチノ              | 436         |
| 0000.02.24 | 阪神   | 阪急杯         | GIII     | 芝1400m（良） | 16    | 8     | 15    | 192.5（15人）   | 16着 | R1:23.2（37.6）   | -2.2 | 0池添謙一         | 56        | ロードカナロア                  | 432         |
| 0000.07.06 | 中京   | 豊明S          | 1600万下 | 芝1400m（良） | 18    | 5     | 10    | 061.9（11人）   | 12着 | R1:22.4（34.7）   | -1.1 | 0藤岡康太         | 57.5      | プリムラブルガリス              | 420         |
| 0000.07.28 | 小倉   | 佐世保S        | 1600万下 | 芝1200m（良） | 10    | 5     | 5     | 015.50（6人）   | 04着 | R1:06.9（33.8）   | -0.0 | 0藤岡康太         | 57        | バーバラ                        | 430         |
| 0000.08.31 | 小倉   | 北九州短距離S  | 1600万下 | 芝1200m（重） | 18    | 3     | 5     | 015.40（8人）   | 06着 | R1:08.1（34.8）   | -0.6 | 0藤岡康太         | 57        | サイレントソニック              | 430         |
| 0000.09.29 | 阪神   | 道頓堀S        | 1600万下 | 芝1200m（良） | 16    | 2     | 3     | 009.10（4人）   | 03着 | R1:08.5（34.2）   | -0.1 | 0藤岡康太         | 57        | リトルゲルダ                    | 432         |
| 0000.10.20 | 京都   | 桂川S          | 1600万下 | 芝1200m（不） | 16    | 5     | 10    | 009.20（4人）   | 07着 | R1:09.2（34.0）   | -0.2 | 0I.メンディザバル | 57        | アースソニック                  | 436         |
| 0000.11.16 | 東京   | 奥多摩S        | 1600万下 | 芝1400m（良） | 13    | 4     | 4     | 014.40（6人）   | 09着 | R1:22.0（34.2）   | -0.6 | 0後藤浩輝         | 57        | エールブリーズ                  | 436         |
| 2014.02.09 | 京都   | 山城S          | 1600万下 | 芝1200m（稍） | 16    | 3     | 5     | 021.2（10人）   | 08着 | R1:09.1（34.4）   | -0.5 | 0和田竜二         | 57        | アンバルブライベン              | 440         |
| 0000.03.01 | 中山   | アクアマリンS  | 1600万下 | 芝1200m（良） | 16    | 6     | 11    | 010.70（4人）   | 08着 | R1:09.8（35.5）   | -0.3 | 0後藤浩輝         | 56        | スマートオリオン                | 436         |
| 0000.03.22 | 阪神   | なにわS        | 1600万下 | ダ1200m（稍） | 13    | 7     | 10    | 008.30（5人）   | 03着 | R1:12.4（37.2）   | -1.1 | 0A.シュタルケ     | 57        | ダノンレジェンド                | 440         |
| 0000.04.06 | 阪神   | 鳴門S          | 1600万下 | ダ1400m（良） | 16    | 8     | 15    | 007.70（4人）   | 13着 | R1:25.7（39.1）   | -1.7 | 0川田将雅         | 56        | ドレッドノート                  | 440         |
| 0000.05.04 | 京都   | 高瀬川S        | 1600万下 | ダ1400m（良） | 16    | 3     | 6     | 034.20（8人）   | 09着 | R1:25.5（37.9）   | -0.6 | 0酒井学           | 56        | エンジョイタイム                | 436         |
| 0000.05.24 | 京都   | シドニーT      | 1600万下 | ダ1200m（良） | 16    | 7     | 13    | 065.3（12人）   | 06着 | R1:12.1（35.6）   | -0.9 | 0藤岡佑介         | 57        | マルヴァーンヒルズ              | 438         |
| 0000.08.03 | 小倉   | 佐世保S        | 1600万下 | 芝1200m（重） | 12    | 8     | 11    | 022.80（9人）   | 09着 | R1:08.3（34.8）   | -0.7 | 0高倉稜           | 57        | メイショウイザヨイ              | 434         |
| 0000.09.06 | 小倉   | 北九州短距離S  | 1600万下 | 芝1200m（良） | 16    | 4     | 7     | 035.6（10人）   | 13着 | R1:08.7（34.0）   | -0.9 | 0幸英明           | 56        | ニザエモン                      | 438         |
| 0000.11.09 | 東京   | 奥多摩S        | 1600万下 | 芝1400m（良） | 17    | 3     | 6     | 108.3（14人）   | 12着 | R1:22.2（34.1）   | -0.9 | 0武士沢友治       | 57        | エールブリーズ                  | 434         |

## エピソード

### 後藤浩輝とシゲルスダチ
後藤が初めてシゲルスダチに騎乗した2012年4月1日のマーガレットステークスでは、彼が7番人気から同馬を優勝に導いた。その後、続けて彼を鞍上にG1・NHKマイルカップに挑戦するも、上の項目で記述したようにゴール直前で斜行の影響を受け転倒。後藤を落馬させてしまう。
大抵の場合、多くの馬はほかの馬を追って空馬の状態で走っていってしまう。しかし、シゲルスダチはその場から離れず、落馬した後藤に寄り添うような仕草を見せた。この事が競馬ファンの話題を呼び、同馬の知名度は一気に上昇した。
その後、翌年の奥多摩ステークスで再び後藤とタッグを組むも9着に敗れる。2014年に入ると4月に後藤が再び落馬により故障したこともあり、シゲルスダチに騎乗してレースに出ることはなかったが、半年後の10月に調教騎乗で同馬に再び騎乗。しかし、これが最後のシゲルスダチの後藤の騎乗となる。
11月9日の奥多摩ステークスでは、武士沢友治を鞍上に出走したが、先の項目で述べたように12着入線後に予後不良となる。この奥多摩ステークスは昨年、シゲルスダチの鞍上に後藤浩輝が騎乗した最後のレースでもあった。後藤はラジオ解説のためスタンドから同レースを見ており、その後シゲルスダチの最期を見守ることができたという。また後藤は自身のFacebookでもシゲルスダチの死と彼への感謝のコメントを残している。なお、シゲルスダチの死から約3ヶ月後の2015年2月26日、後藤は自ら命を絶ちこの世を去った。
なお、2014年12月4日の有馬記念のファン投票の第二中間発表では、既に死亡しているにも関わらず740票を集め100位にランクインした。
また、2015年にJRAの機関広報誌である優駿での企画「未来に語り継ぎたい名馬」では、投票結果上位100頭の中でワンアンドオンリー、ゼンノロブロイらを抑え重賞未勝利馬として唯一ランクイン(95位)した。

## 血統表
| シゲルスダチの血統        | シゲルスダチの血統                               | シゲルスダチの血統                               | （血統表の出典）                                 | （血統表の出典） |
| 父系                      | デピュティミニスター系                           | デピュティミニスター系                           | デピュティミニスター系                           | [ § 2 ]          |
| 父 クロフネ 1998 芦毛     | 父の父French Deputy 1992 栗毛                    | Deputy Minister                                  | Vice Regent                                      | Vice Regent      |
| 父 クロフネ 1998 芦毛     | 父の父French Deputy 1992 栗毛                    | Deputy Minister                                  | Mint Copy                                        |                  |
| 父 クロフネ 1998 芦毛     | 父の父French Deputy 1992 栗毛                    | Mitterand                                        | Hold Your Peace                                  | Hold Your Peace  |
| 父 クロフネ 1998 芦毛     | 父の父French Deputy 1992 栗毛                    | Mitterand                                        | Laredo Lass                                      |                  |
| 父 クロフネ 1998 芦毛     | 父の母ブルーアヴェニュー 1990 芦毛               | Classic Go Go                                    | Pago Pago                                        | Pago Pago        |
| 父 クロフネ 1998 芦毛     | 父の母ブルーアヴェニュー 1990 芦毛               | Classic Go Go                                    | Classic Perfection                               |                  |
| 父 クロフネ 1998 芦毛     | 父の母ブルーアヴェニュー 1990 芦毛               | Eliza Blue                                       | Icecapade                                        | Icecapade        |
| 父 クロフネ 1998 芦毛     | 父の母ブルーアヴェニュー 1990 芦毛               | Eliza Blue                                       | Corella                                          |                  |
| 母 エトレーヌ 2004 黒鹿毛 | 母の父ブライアンズタイム 1985 黒鹿毛             | Robert                                           | Hail to Reason                                   | Hail to Reason   |
| 母 エトレーヌ 2004 黒鹿毛 | 母の父ブライアンズタイム 1985 黒鹿毛             | Robert                                           | Bramalea                                         |                  |
| 母 エトレーヌ 2004 黒鹿毛 | 母の父ブライアンズタイム 1985 黒鹿毛             | Kelley's Day                                     | Graustark                                        | Graustark        |
| 母 エトレーヌ 2004 黒鹿毛 | 母の父ブライアンズタイム 1985 黒鹿毛             | Kelley's Day                                     | Golden Trail                                     |                  |
| 母 エトレーヌ 2004 黒鹿毛 | 母の母ライジングサンデー 1998 鹿毛               | サンデーサイレンス                               | Halo                                             | Halo             |
| 母 エトレーヌ 2004 黒鹿毛 | 母の母ライジングサンデー 1998 鹿毛               | サンデーサイレンス                               | Wishing Well                                     |                  |
| 母 エトレーヌ 2004 黒鹿毛 | 母の母ライジングサンデー 1998 鹿毛               | タレンティドガール                               | リマンド                                         | リマンド         |
| 母 エトレーヌ 2004 黒鹿毛 | 母の母ライジングサンデー 1998 鹿毛               | タレンティドガール                               | チヨダマサコ                                     |                  |
| 5代内の近親交配           | Robert 3×5＝15.625%、Hail to Reason 4×5＝9.38%、 | Robert 3×5＝15.625%、Hail to Reason 4×5＝9.38%、 | Robert 3×5＝15.625%、Hail to Reason 4×5＝9.38%、 | [ § 3 ]          |
| 出典                      | 1. 2. 3.                                         | 1. 2. 3.                                         | 1. 2. 3.                                         | 1. 2. 3.         |